# Герб Михайлівського району Приморського краю

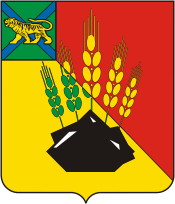
Герб Михайлівського району Приморського краю

Герб Михайлівського району Приморського краю (рос. Герб Михайловского района Приморского края) — один з державних символів Російської Федерації, Михайлівського району Приморського краю. Рішенням думи Михайлівського муніципального району від 26 жовтня 2006 року, був прийнятий новий герб, що замінивши діючий з початку 2000-х. 

## Геральдичний опис

### Новий герб
Щит скошений праворуч золотом, і темно-червоним кольором. У золоті - чорний камінь, з-за якого поверх поділів виходить п'ять колосків: зелені у золоті, золоті в темно-червоному. У вольній частині - герб Приморського краю.

### Старий герб

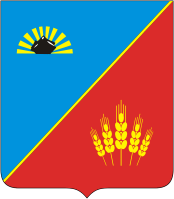
Старий герб

Щит скошений. У правому верхньому блакитному полі стилізоване сонце, обтяжене стилізованим  кам'яним вугіллям, символом відродження вугледобувної промисловості. У темно-червоному нижньому полі стилізовані колосся — символ землеробства, багатства землі. Поміщається на гербах міст і селищах, що відрізняються землеробством.